# Valksaari
Valksaari är en ö i Finland. Den ligger i sjön Pihlajavesi och i kommunen Nyslott i  landskapet Södra Savolax, i den sydöstra delen av landet, 280 km nordost om huvudstaden Helsingfors. Öns area är 1,05 kvadratkilometer och dess största längd är 2,3 kilometer i öst-västlig riktning.